# Ульванг, Вегард
Ве́гард У́льванг (норв. Vegard Ulvang, род. 10 октября 1963 года в Киркенесе, Норвегия) — норвежский лыжник, трёхкратный олимпийский чемпион, двукратный чемпион мира.

## Биография

### Первые шаги в лыжах и увлечение путешествиями
Ульванг родился в одном из самых северных городов мира — в небольшом Киркенесе, который находится на 400 км севернее полярного круга и всего в 8 км от норвежско-российской границы. Вегард с юных лет совершал длительные лыжные переходы, а с возрастом увлёкся различными экстремальными путешествиями, включая восхождения на арктические пики, путешествия по Аляске, походы по следам Фритьофа Нансена в Гренландии.

### Первые успехи на мировой арене (1987—1988)
Тем не менее это не мешало ему стать очень успешным спортсменом — свою первую награду с чемпионатов мира Ульванг привёз со своего первого же турнира — в 1987 году в Оберстдорфе, где он завоевал бронзу в эстафете 4х10 км.

#### Олимпиада в Калгари (1988)
В следующем году Вегард завоевал бронзу на Олимпиаде в Калгари, заняв третье место в гонке на 30 км вслед за советскими лыжниками Алексеем Прокуроровым и Владимиром Смирновым. Также он занял 4-е место в гонке на 50 километров, уступив занявшему третье место швейцарцу Анди Грюненфельдеру более 30 секунд. В эстафете норвежцы выступили неудачно, заняв только шестое место.

### Вершина спортивной карьеры (1989—1993)
В 1989 году Ульванг выиграл 50-километровую гонку на знаменитом Лыжном фестивале в Хольменколлене, а в 1991 и 1992 годах сумел повторить свой успех, став последним на сегодняшний день трёхкратным победителем этого состязания, проводящегося с XIX века. В 1990 году лишь победа великого шведа Гунде Свана не позволила Ульвангу выиграть это соревнование 4 раза подряд, что не удавалось никому уже более 80 лет — со времён знаменитого норвежца Торлейфа Хёуга, трёхкратного олимпийского чемпиона и шестикратного победителя 50-километровой гонки в Хольменколлене в 1918—1924 годах.
В 1989 году с чемпионата мира в Лахти Ульванг привёз 2 индивидуальные награды — серебро в гонке на 30 км (первым стал Владимир Смирнов) и бронзу на дистанции 15 км. В 1991 году Ульванг впервые стал чемпионом мира — в итальянском Валь-ди-Фьемме Вегард победил в составе эстафетной четвёрки (вместе с Эйвиндом Сконесом, Терье Лангли и Бьёрном Дели). Норвежцы опередили ставших вторыми шведов почти на 2 минуты.
В сезоне 1989/90 Ульванг стал первым в истории норвежцем, победившим в общем зачёте Кубка мира.

#### Олимпиада в Альбервиле (1992)
В 1992 году на Олимпиаде в Альбервиле Ульванг стал одним из лучших спортсменов XVI зимних Игр, сумев завоевать 3 золотые медали.
10 февраля 1992 года Ульванг победил в первой гонке Олимпиады на дистанции 30 км классическим стилем, на 46 секунд опередив своего товарища по команде Бьёрна Дели и более чем на минуту третьего призёра, другого норвежца Терье Лангли.
Через 3 дня Вегард первенствовал уже в гонке на 10 км классическим стилем, опередив более чем на 20 секунд итальянца Марко Альбарелло и шведа Кристера Майбека.
После этого Вегард считался фаворитом и в гонке преследования по системе Гундерсена на 15 км свободным стилем, где учитывались результаты гонки на 10 км классикой. Однако свободный стиль никогда не был «коньком» Ульванга и он показал лишь 13-е «чистое» время на этой дистанции, но его солидный гандикап позволил ему всё же занять второе место вслед за Бьёрном Дели, который совершил впечатляющий рывок с 4-го места после гонки на 10 км и выиграл гонку преследования почти с минутным превосходством. Ульванг же был вынужден ожесточенно сражаться на финише с итальянцем Джорджо Ванцеттой, Марко Альбарелло и знаменитым шведом Торгни Могреном, показавшим второе «чистое» время в гонке преследования.
18 февраля норвежская эстафетная команда (Терье Лангли, Ульванг, Кристен Шельдаль и Бьёрн Дели) уверенно победила в эстафете, почти на полторы минуты опередив итальянцев.
По итогам 1992 года Вегард Ульванг был признан лучшим спортсменом года в Норвегии.

#### Последнее золото в Фалуне
В феврале 1993 года Ульванг приехал на чемпионат мира в шведский Фалун в ранге одного из главных фаворитов. В первой гонке на 30 км Ульванг выиграл серебро, проиграв чуть более 20 секунд Бьёрну Дели. На дистанции 10 км классическим стилем Ульвангу не хватило для победы 6,5 секунд — Вегард остался третьим вслед за Стуре Сивертсеном и Владимиром Смирновым.
26 февраля сборная Норвегии победила в эстафете 4×10 км (Сивертсен, Ульванг, Лангли и Дели), на 10 секунд опередив команду Италии. Это было последнее золото для Ульванга на международной арене.

### Олимпиада в Лиллехаммере (1994)
На Играх в Норвегии трёхкратному олимпийскому чемпиону Вегарду Ульвангу была доверена честь произнести на церемонии открытия Олимпийскую клятву от имени спортсменов.
С началом соревнований стало ясно, что Ульванг находится в далеко не такой блестящей форме, как 2 года назад. Ульванг лишь раз сумел пробиться в восьмёрку лучших в индивидуальных гонках — он стал 7-м на дистанции 10 км классическим стилем.
22 февраля 1994 года прошла эстафетная гонка. Ульванг привычно выступал на втором «классическом» этапе, приняв эстафету от Стуре Сивертсена. После Ульванга бежал Томас Альсгорд, а на последнем этапе пятикратный к тому времени олимпийский чемпион Бьёрн Дели. Однако сборная Италии всю гонку вела отчаянную борьбу с норвежцами и на финишную прямую Дели и Сильвио Фаунер выкатили вместе. В результате мощного спурта Фаунера Италия сумела вырвать победу у казавшихся непобедимыми норвежцев и стать олимпийским чемпионом в эстафете.
Спустя 4 года на Играх в Нагано норвежцы сумели взять реванш — Томас Альсгорд вырвал на финише победу у Фаунера, однако в той сборной Норвегии место ушедшего Ульванга занял уже Эрлинг Йевне. Свою последнюю гонку Ульванг провёл в марте 1997 года.

### После окончания спортивной карьеры
После окончания карьеры Ульванг посвятил себя своим любимым увлечениям — различным путешествиям по труднодоступным уголкам планеты. Один из лучших друзей Ульванга — его давнишний соперник на лыжных трассах Владимир Смирнов. Дружил Вегард и с россиянином Алексеем Прокуроровым.
В сфере бизнеса Вегард создал собственную линию спортивной одежды (с уклоном на зимние виды спорта). Участвует он и в телевизионных передачах о путешествиях.
25 мая 2006 года Вегард Ульванг был назначен председаталем исполнительного совета комитета по лыжным гонкам Международной федерации лыжного спорта. Является одним из инициаторов и организаторов Тур де Ски.

### Семья
Женат на бывшей норвежской чемпионке мира по лыжным гонкам и биатлону Грете Ингеборг Нюккельмо (норв. Grete Ingeborg Nykkelmo, род. 1961).
У Вегарда был старший брат Кьетиль, физиотерапевт сборной Норвегии по лыжам. Пропал без вести в горах Северной Норвегии 13 октября 1993 года.